# Arlet
Arlet – miejscowość i gmina we Francji, w regionie Owernia-Rodan-Alpy, w departamencie Górna Loara.
Według danych na rok 1990 gminę zamieszkiwało 25 osób, a gęstość zaludnienia wynosiła 4 osoby/km² (wśród 1310 gmin Owernii Arlet plasuje się na 793. miejscu pod względem liczby ludności, natomiast pod względem powierzchni na miejscu 948.).